# ستيف إزرائيل (لاعب كرة قدم أمريكية)
ستيف إزرائيل (بالإنجليزية: Steve Israel) هو لاعب كرة قدم أمريكية أمريكي، ولد في 16 مارس 1969 في كامدن في الولايات المتحدة.

## وصلات خارجية
- ستيف إزرائيل على موقع مرجع كرة القدم المحترفة.كوم (الإنجليزية)